# Protodynastisk tid
Protodynastisk tid betecknar i Egyptens historia perioden närmast före Egyptens första dynasti då Dynasti Noll regerade i Övre Egypten, omkring 3000 f.Kr.